# Express Ilustrowany
Express Ilustrowany – łódzki tabloid ukazujący się codziennie, od 2 sierpnia 1923.

## Historia

### II Rzeczpospolita
Express Wieczorny Ilustrowany ukazał się jako gazeta koncernu wydawniczego „Republika”. Jego założycielami i udziałowcami byli trzej dziennikarze – Władysław Polak (wieloletni redaktor naczelny), Czesław Ołtaszewski (właśc. Marian Nusbaum-Ołtaszewski) i Leszek Kirkien oraz dwaj biznesmeni – Maurycy Ignacy Poznański i Sergiusz Cynamon. Kapitał początkowy wyniósł 5 milionów marek polskich, a umowę zawiązania spółki podpisano 23 stycznia 1923, chociaż pierwszy numer dziennika „Republika” (w 1925 nazwę zmieniono na "Ilustrowaną Republikę") wydano już 6 stycznia 1923. Z czasem koncern zaczął wydawać kolejne tytuły, m.in. 2 sierpnia 1923 ukazał się pierwszy numer Expressu Wieczornego Ilustrowanego.

### Polska Ludowa
Pierwszy powojenny nakład ukazał się 17 stycznia 1946,  pierwszym redaktorem naczelnym reaktywowanego tabloidu został Konstanty Bogusławski. Przedwojenną tradycję czasopisma kontynuowali tacy dziennikarze jak Mieczysław Jagoszewski, Adam Ochocki i Wacław Drozdowski (autor komiksów z Patem i Pataszonem, a następnie z Wickiem i Wackiem). Na jego łamach zadebiutował satyryk Ludwik Jerzy Kern, późniejszy redaktor dodatku tygodniowego „Śmiejmy się”.
W 1953 roku zgodnie z nakazem ówczesnych władz zostały zlikwidowane popołudniówki. „Express Ilustrowany” połączono wówczas z „Dziennikiem Łódzkim” jako „Łódzki Express Ilustrowany”. Po trzech latach, 15 listopada 1956, powrócił do kiosków pod tytułem „Express Ilustrowany” i po kilku miesiącach znów stał się najpopularniejszą łódzką gazetą.

### III Rzeczpospolita
W 1990 roku rozpoczął się proces likwidacji Robotniczej Spółdzielni Wydawniczej „Prasa-Książka-Ruch” i tym samym, w 1991 roku, tytuł kupił francuski koncern prasowy Roberta Hersanta. Po 4 latach „Express Ilustrowany” odkupił niemiecki koncern wydawniczy Verlagsgruppe Passau.
Do połowy lat 90. gazeta ukazywała się 5 razy w tygodniu, następnie zaczęła wychodzić również w soboty, jednak wydanie magazynowe nadal ukazuje się w piątek.
Wydawcą dziennika jest spółka Polska Press. Średnia sprzedaż „Expresu Ilustrowanego” w maju 2008 wynosiła 49,8 tys. egzemplarzy. Średnia sprzedaż magazynowa wydania piątkowego w maju 2008 wyniosła 145,8 tysięcy egzemplarzy.
W piątki do gazety dodawany jest dodatek telewizyjny „TV Pilot”.
W soboty do gazety dodawane są tygodniki:
- Weekend
- Bliżej Ciebie/Zgierz
- Bliżej Ciebie/Pabianice
- Bliżej Ciebie/Łódź Wsch.[11]